# Jan Čep
Jan Čep (31. prosince 1902 Myslechovice u Litovle – 25. ledna 1974 Paříž) byl moravský spisovatel, esejista a překladatel (angličtina, francouzština, italština, němčina, španělština) katolické orientace. Užíval pseudonymů Josef Bříza, Jiří Drs, Jan Milovický, Hana Šnajdrová aj.

## Život
Narodil se v rodině Jana Čepa (1874–1930) a Žofie roz. Vyplakalové (1879–1963). Jeho sourozenci byli Anna Skládalová (1903–1978), Antonín (1907), Václav (1908–1985; překladatel), Anděla Lauferová (1912–1988), Žofie Němcová (1914–1980) a Ludmila Sorblová (1919–1999).
V letech 1922–1926 studoval na FF UK češtinu, francouzštinu a angličtinu, studia však nedokončil. Během studií napsal své první literární dílo nazvané Anglické dojmy. Stal se spisovatelem a překladatelem z povolání, pracoval také jako nakladatelský lektor a publikoval v řadě časopisů a revuí (Akord, Cesta, Host, Listy pro umění a kritiku, Na hlubinu, Řád aj.). Osobně znal spisovatele, jako byli František Halas nebo Egon Hostovský. Blízké přátelství jej pojilo mj. s Janem Zahradníčkem či Bedřichem Fučíkem. V roce 1938 se stal kmotrem pozdějšího hudebníka Petra Skoumala.
Byl členem Moravského kola spisovatelů (1933–1948). Dne 26. února 1948 byl vyloučen ze Syndikátu českých spisovatelů a v srpnu 1948 emigroval přes Aš do Francie (Paříž), kde i zemřel a byl pochován. Domů se již nikdy nevrátil.
V letech 1951–1954 žil v Mnichově, kde působil v rádiu Svobodná Evropa. Po roce 1954 se vrátil do Paříže, pro Svobodnou Evropu pracoval dále jako zpravodaj a autor kulturní rubriky (Kniha týdne atd.).
Mimo svoji vlast se necítil šťastný, protože k ní měl velmi silný vztah. Několikrát vážně přemýšlel o tom, že se stane knězem, ale nakonec se roku 1954 oženil (s Primerose Du Bos). Roku 1965 prodělal mozkovou mrtvici, což mu znemožnilo další veřejnou činnost.

## O Čepově díle
Jako prozaik se prosadil zejména povídkami. F. X. Šalda jej hodnotil jako výborného povídkáře „jitřního zraku“, čímž mínil pohled zacílený k podstatě věcí, k neviditelné skutečnosti, zároveň ale (zdánlivě naivně) dětský (dítě je podstatným a častým Čepovým hrdinou). Jan Čep nepatří mezi ruralisty, neboť základním akcentem jeho próz není pro tento proud typické vyvyšování venkovského prostředí nad městské a řád jako ideová maxima, nýbrž existenciální napětí v duších jeho hrdinů. Nelze ho však zařadit ani mezi autory psychologických próz, protože hlavním dějištěm povídek je duchovní, nikoli jen duševní, svět jeho postav. Výstižně byla hlavní myšlenka Čepova díla popsána jako bojiště, na něž vystupuje Bůh, ďábel a člověk se svou nesmrtelnou duší; Bedřich Fučík ve své knize Píseň o zemi označuje Boha jako fakticky jediného partnera Čepových postav.
Čepovu esejistickou i prozaickou tvorbu výrazně ovlivnil pobyt u Josefa Floriana ve Staré Říši. Zde se setkal s autory, kteří měli napříště ovlivnit jeho esejistické dílo. Byl to zejména Romano Guardini, Jacques Maritain a Gabriel Marcel. Tito katoličtí myslitelé zasáhli hluboce Čepovo myšlení směrem ke křesťanskému personalismu. Základním pojmem Čepovy poetiky je pojem „dvojí domov“, napětí pociťované mezi viditelnou a neviditelnou skutečností, životem a smrtí, světem tohoto světa a světa onoho, k němuž je branou smrt. V této souvislosti Čep často cituje sv. Pavla a jeho výrok ze začátku 13. kapitoly Prvního listu Korinťanům (1 K 13) o „vidění jen v zrcadle a podobenství“: v tomto životě vidíme jen částečně, po smrti však uvidíme reálný stav věcí; po tomto reálném vidění (a vpuštění do „druhého domova“, tj. k Bohu) neustále toužíme. Protože jej však zatím nemůžeme získat, je náš pobyt na vezdejším světě poznamenán smutkem. Čepova esejistická tvorba je zcela rovnocennou součástí jeho díla.
V roce 1929 uspořádal a vydal Archy č. 10, [K Epiphaniím L. P. 1929]. [Číslo 10/1929 vyšlo v Praze.] Od roku 1991 vycházejí jeho sebrané spisy (péčí Mojmíra Trávníčka a Bedřicha Fučíka).

## Dílo
- Dvojí domov: prosy (Praha: Ladislav Kuncíř,1926), povídky; Dvojí domov (Brno: A. Píša, 1937), 30 povídek ze tří povídkových knih: Zeměžluč, Letnice, Děravý plášť.
- Vigilie (Praha: Rudolf Škeřík, 1928), povídky.
- Cesta na jitřní (Praha: Obchodní tiskárna Melantrich,1930), baladická povídka.
- Zeměžluč (Praha: Melantrich, 1931), obsahuje Dvojí domov, Vigilie a Zeměžluč; hrdinové zde překonávají těžký osud návratem k rodovým tradicím a náboženskou vírou; 3. vyd. Vyšehrad, 1941;
- Letnice (Praha: Melantrich, 1932. Úroda: Sbírka současné prózy, sv. 35), obsahuje „Letnice“, „Jakub Kratochvíl“, „Nedělní odpoledne“.
- Děravý plášť (Melantrich, 1934. Úroda: sbírka krásné prózy, sv. 62.); 2. vyd. Melantrich, 1935. Úroda: sbírka krásné prózy, sv. 62; 3. vyd. Vyšehrad, 1942. Spisy Jana Čepa; 4. vyd. Vyšehrad, 1947, Spisy Jana Čepa, sv. 3. Epika. Nová řada, sv. 6.
- Hranice stínu: román (Melantrich, 1935. Úroda: sbírka krásné prózy, sv. 68.); 6. vyd. Vyšehrad, 1947. Spisy Jana Čepa, sv. 1. Epika. Nová řada, sv. 1. Hrdina Čepova jediného románu, učitel Randa, se po milostném zklamání a existenční prohře vrací do rodného kraje, svěřuje se svému dědečkovi a ve vesnickém prostředí a víře mizí jeho deprese a nachází smysl svého života.
- Ponocný (Praha: Spolek českých bibliofilů, 1935, dřevoryty Emil Kotrba, 31 s.);
- SEDLÁČEK, Vojtěch. Žně. [Cyklus patnácti původních litografií tekstem doprovodil Jan Čep, upravil Ladislav Sutnar]. V Praze: Státní grafická škola, 1936. Soukromé tisky Státní grafické školy. Řada druhá, číslo 4.
- Modrá a zlatá: povídky (Praha: Melantrich, 1938. Melantrichova laciná knihovna, sv. 4); tři drobné prózy („Ponocný“, „Zápisky Jiljího Klena“ „Zatopená ves“); patrně mezi lety 1938 a 1942 znovu v Melantrichu; 4. vyd. Praha: Vyšehrad, 1942. Spisy Jana Čepa; opět se zde objevuje návrat do rodného kraje.
- Příbuzenstvo (Praha: Vyšehrad, 1938. Vánoční tisk Katolického Literárního Klubu, [č.] 2).
- Tvář pod pavučinou (1. a 2. vyd. Praha: Vyšehrad, 1941; 3. vyd. Praha: Literární a umělecký klub, 1941. Luk, roč. 3, sv. 2; 4. vyd. Literární a umělecký klub : Vyšehrad, 1941; 5. vyd. Vyšehrad, 1942; obsahuje povídky „Příbuzenstvo“, „Proměny“, „Tvář pod pavučinou“, „Variant“ a „Oldřich Babor“; vrací se ke svému oblíbenému tématu (návrat) a ještě přidává nostalgii a tragický pocit ze smrti.
- Lístky z alba (Brno: Josef Stejskal, 1944. Edice malých próz, sv. 2), soubor pěti drobných próz („Stínohra“, „Stará zahrada“, „Komůrka“, „Rodokmen“, „Tajemství našich setkání“).
- Sestra úzkost: výbor z povídek (Brno: Akord, 1944, Edice Akord, sv. 32).
- Polní tráva: prózy (Praze: Fr. Borový, 1946. Žatva, sv. 60; v témže roce Brno: Svobodné noviny. Knihovna Svobodných novin, roč. 9, sv. 2); soubor šesti drobných próz („Polní tráva“, „Staník“, „Host“, „Lístky z alba“, „Setkání“, „Svatojanská pouť“).
- Rozptýlené paprsky: essaye, proslovy a meditace (Olomouc: Krystal, 1946. Dominikánská edice Krystal, sv. 72.). Dostupné také z: http://librinostri.catholica.cz/download/CepJaRozpPapr46-OCRp.pdf

### V době emigrace, chronologicky
V emigraci psal především esejistická díla.
- Cikáni ([Mnichov]: Sdružení československých politických uprchlíků v Německu, 1953. 88 s.); povídky a novely vydané v mnichovské emigraci.
- Malé řeči sváteční (Řím, Křesťanská akademie, 1959, 77 s., Vigilie, sv. 12.); eseje.
- O lidský svět: rozhlasové úvahy (Řím: Křesťanská akademie, 1953. 163 s., Studium, sv. 3).
- Samomluvy a rozhovory (Norman: Dept. of Modern Languages, The University of Oklahoma, 1959. 117 s. Sklizeň svobodné tvorby, sv. 35); úvahy, eseje.
- Zápisky Jiljího Klena (Mnichov: [přátelé], 1963 nebo 1964, 142 s.); próza ze souboru Modrá a zlatá (Praha 1938).
- Poutník na zemi (Řím: Křesťanská akademie, 1965); výbor z knih rozhlasových úvah O lidský svět (1953), Malé řeči sváteční (1959), Samomluvy a rozhovory (1959), s předmluvou autora.
- Sestra úzkost: výbor z povídek (Brno: Blok,1969); sbírka 12 povídek vydaných v letech 1926–1941.
- Sestra Úzkost: zlomky autobiografického eseje (posmrtně; 1975, Řím: Křesťanská akademie); autobiografické eseje (vzpomínková kniha).
- Zeměžluč; Letnice; Děravý plášť (Praha: Československý spisovatel, 1969. 323 s.).

### Souborná vydání v 90. letech, chronologicky
- ČEP, Jan; FUČÍK, Bedřich, ed. a TRÁVNÍČEK, Mojmír, ed. Dvojí domov. 2., dopl. vyd. Praha: Vyšehrad, 1991. 340 s. ISBN 80-7021-077-X. (Souborné vydání prvních tří prozaických sbírek Zeměžluč, Letnice, Děravý plášť je doplněno o črty z pozůstalosti s názvem „Etudy pro paní J.“.)
- ČEP, Jan; FUČÍK, Bedřich, ed. a TRÁVNÍČEK, Mojmír, ed. Rozptýlené paprsky. 1. vyd. Praha: Vyšehrad, 1993. 357 s. ISBN 80-7021-059-1. (Obsahuje esejistickou tvorbu do roku 1948.)
- ČEP, Jan. Hranice stínu. 1. vyd. Brno: Proglas [a Praha: Vyšehrad], 1996. 262 s. ISBN 80-902146-1-4. (Obsahuje román Hranice stínu a povídkový soubor Modrá a zlatá.)
- ČEP, Jan; FUČÍK, Bedřich, ed. a TRÁVNÍČEK, Mojmír, ed. Samomluvy a rozhovory. 1. vyd. Praha: Vyšehrad, 1997. 315 s. ISBN 80-7021-210-1. (Obsahuje knižně vydané výbory rozhlasových úvah O lidský svět, Samomluvy a rozhovory, Malé řeči sváteční a doplňky.)
- ČEP, Jan; FUČÍK, Bedřich, ed. a TRÁVNÍČEK, Mojmír, ed. Poutník na zemi. 1. vyd. Brno: Proglas [a Praha: Vyšehrad], 1998. 292 s. ISBN 80-902146-3-0. (Obsahuje soubor rozhlasových promluv Poutník na zemi, Sestra úzkost: zlomky autobiografického eseje a doplňky vybrané z exilového tisku.)
- ČEP, Jan; FUČÍK, Bedřich, ed. a TRÁVNÍČEK, Mojmír, ed. Polní tráva. 1. vyd. Praha: Vyšehrad, 1999. 381 s. Spisy Jana Čepa, [sv.] 3. ISBN 80-7021-348-5. (Obsahuje povídkové soubory Tvář pod pavučinou, Polní tráva, Cikáni a jiné prózy.)

### Další, chronologicky
- ČEP, Jan. Hlasatel ducha. In: F. X. Šaldovi: s kruhem přátel uspořádal Josef Hora [k 22. prosinci 1932]. Na Smíchově: Otto Girgal, 1932, s. 25.
- STRATIL, Václav, ed. Kameny základní. Břeclav: Kostelní výbor, 1946. 75 s. [Napsali básníci a spisovatelé. Jan Dokulil, František Křelina, F.X. Šalda, Jan Čep, Paul Claudel, Jaroslav Durych, Josef Vašica, Jan Kameník, Albert Vyskočil, Jan Zahradníček, Jakub Deml, …]
- JENÍČEK, Jiří a MENZEL, Josef, ed. Chrám sv. Víta v obrazech Jiřího Jeníčka: [Snímky z let 1942–1946]. Úvod napsal Jan Čep. 1. vyd. Praha: Universum, 1947. 39 s., 7 nečísl. s., 122 s. obr. příloh.
- ČEP, Jan. Holubí princezna. Plumlov: Ladislav Šebela,[pozn. 2] 1977. [16] l., [1] l. obr. příl. [Vyd. podle rukopisu z r. 1927, věnovaného Františce Florianové (dceři Josefa Floriana ze Staré Říše), tehdy desetileté, k 31. prosinci 1977 jako připomínka 75. narozenin Jana Čepa.]
- ČEP, Jan. Básníkovo společenství a dědictví. Doslov Mojmír Trávníček [podepsaný M.T.] Plumlov: Ladislav Šebela, 1978. 40 nečísl. s. Čepiana, sv. 5. [Novoročenka. Neúplný text Čepovy přednášky z 30. let.]
- ČEP, Jan. O Paulu Claudelovi. Doslov Mojmír Trávníček [podepsaný M.T.]. Plumlov: Ladislav Šebela, 1981. 32 nečísl. s. Čepiana, sv. 8. [Dopis Jana Čepa P. Caudelovi, vzpomínka na setkání s Claudelem, Čepův úvod k česko-francouzskému vydání Svatých obrázků českých. Novoročenka.] [Všechny tři texty přeloženy z francouzštiny.]
- ČEP, Jan a ŠALDA, F. X. Hranice stínu: dvakrát o románu Jana Čepa. Úvod Mojmír Trávníček [podepsaný M.T.]. Plumlov: Ladislav Šebela, 1983. 16 nečísl. s. Čepiana, sv. 10. [Novoročenka s připomínkou 81. narozenin Jana Čepa. Autoreferát Jana Čepa a kritika F. X. Šaldy.] [Text Jana Čepa přeložený z francouzštiny.]
- ČEP, Jan a TRÁVNÍČEK, Mojmír, ed. Události a lidé. 1. vyd. Praha: Práce, 1991. 203 s. Tvar. ISBN 80-208-0200-2.
- Novohradské divertimento = Gratzener Divertimento. 1. vyd. [České Budějovice]: Růže, 1991. 157 s. ISBN 80-7016-040-3. [Obsahuje Mozartova cesta do Prahy v překladu Jana Čepa.]
- ČEP, Jan. Sestra úzkost: zlomky autobiografického eseje. 2., dopl. vyd. Brno: Centrum pro studium demokracie a kultury, 1993. 127 s. Knižnice revue Proglas. Osobnosti, sv. 1. Z franc. přel. Václav Čep a Bedřich Fučík. K vyd. připravil, doslov a ediční pozn. napsal Mojmír Trávníček.
- ČEP, Jan; ZAHRADNÍČEK, Jan a TRÁVNÍČEK, Mojmír, ed. Korespondence. [Díl 1], 1931–1943. 1. vyd. Praha: Aula, 1995. 407 s. Fontes, sv. 1.
- ČEP, Jan; ZAHRADNÍČEK, Jan a TRÁVNÍČEK, Mojmír, ed. Korespondence. [Díl 2.] 1943–1948. Praha: Aula, 2000. 416 s. Uvedeno chybné ISBN (80-902667-8-9), správné, v knize neuvedené je 80-86751-00-7.
- ČEP, Jan. Umění a milost. Ed. Mojmír Trávníček. 1. vyd. Brno: Vetus Via, 2001. 117 s. Díla a Lidé, sv. 12. ISBN 80-86118-76-2. (Výbor literárně-kritických esejů.)
- ČEP, Jan a TRÁVNÍČEK, Mojmír, ed. Zmrzlá srdce: (z juvenilií 1921–1925). 1. vyd. Praha: Národní knihovna České republiky, 2002. 50 s. ISBN 80-7050-409-9.
- ČEP, Jan. Před námi tma a mráz: (dopisy z let 1942–1945). [Předmluvu naps. Věra Šmídová.] 1. vyd. Praha: Torst, 2004. 86 s. ISBN 80-7215-213-0. [Třiadvacet dopisů Jana Čepa z rodných Myslechovic Věře Procházkové (později provdané Šmídové) do Rokycan v době okupace. V. Šmídová (1923–2015) je autorkou disertační práce o Janu Čepovi (Dílo Jana Čepa, 1948), kterou obhájila díky osobní statečnosti Alberta Pražáka.
- ČEP, Jan a TRÁVNÍČEK, Mojmír, ed. Dojmy z Anglie. 1. vyd. Šternberk: Sternberg, 2007. 119 s. ISBN 978-80-903896-0-1.
- ČEP, Jan a TRÁVNÍČEK, Mojmír, ed. Červený muškát: a jiné prózy z let 1921–1938. 1. vyd. Šternberk: Sternberg, 2011. 300 s. ISBN 978-80-903896-1-8.
- ČEP, Jan. Povídky: výbor. 1. vyd v České knižnici. Brno: Host, 2016. 338 s. Česká knižnice, sv. 85. ISBN 978-80-7491-657-1.
- ČEP, Jan. Meditace. 1. vyd. Brno: Centrum pro studium demokracie a kultury, 2019. 491 s. ISBN 978-80-7325-484-1. [Eseje Jana Čepa, které jsou editovány v této knize, jsou jedním z badatelských objevů Jana Zatloukala, který se ve francouzských archivech pokoušel dohledat prameny k Čepovu exilovému období.]
- ČEP, Jan. V setmělém horizontu: deník, zápisníky a pracovní texty z let 1929–1943. 1. vyd. Brno: Centrum pro studium demokracie a kultury, 2022. 327 s. ISBN 978-80-7325-559-6.

#### Zpracováno jako audio
- ČEP, Jan. Cesta na jitřní a jiné prózy [zvukový záznam]. Brno: CDK, ©2013. 1 audiodisk (3 hod., 21 min.). Obsahuje: „Cesta na jitřní“, „Nedělní odpoledne“, „Člověk na silnici“, „Variant“, „Oldřich Babor“ (úryvek), „Komůrka“, „Rodokmen“, „Cikáni“, Květnové dni“. Textová příloha Mojmír Trávníček.
- ČEP, Jan. Hranice stínu [zvukový záznam]. Praha: Knihovna a tiskárna pro nevidomé K. E. Macana [níže jen KTN], 2004. 1 zvuková deska (4.46:35).
- ČEP, Jan. Dvojí domov [zvukový záznam]. Praha: KTN, 2008. 1 CD (15.02:25).
- ČEP, Jan. Cesta do Emauz: velikonoční listování v díle Jana Čepa [zvukový záznam]. Praha: KTN, 2014. 1 zvuková deska (00.52:04).

### Čepovy překlady
- Překlady z angličtiny
  - Sherwood Anderson: Smutní trubači a jiné povídky; Stará Říše na Moravě: Marta Florianová, 1927. Dobré dílo, sv. 90. 2. vyd. pod názvem Smutní trubači: (čtyři povídky); Brno: Vetus Via, 1999. Edice dobré četby, sv. 8. ISBN 80-86118-37-1.
  - Maurice Baring: Cesta do neznáma; překlad s Timotheem Vodičkou; Praha: Rudolf Škeřík, 1936. 473 s. Symposion, sv. 91.
  - Maurice Baring: Šálení času: (Daphne Adeane): román (v orig. Daphne Adeane); Praha: Symposion, 1929. Symposion, sv. 39; 2. vyd. pod názvem Šálení času, Praha: Symposion, Rudolf Škeřík, 1935. Symposion, sv. 39 (319 s.); 3. vyd. tamtéž, též Symposion, sv. 39 (290 s.).
  - John Barrow: Vzpoura a loupežné přepadení na královské lodi Bounty; překlad se Stašou Jílovskou; Praha: Václav Petr, 1929.[3] Románová knihovna „Vír“, 16.
  - Joseph Conrad: Tajný agent (The secret agent): prostý příběh (The secret agent); Praha: Melantrich, 1930.
  - John Galsworthy: Silnější než smrt (Beyond); 1. část přel. J. Čep, 2.– 4. část Bohuslav Rovenský. Praha, Melantrich 1930; 2. vyd. 1933 tamtéž, edice Úroda: sbírka krásné prózy, sv. 14; [3. vyd. ?]; 4. vyd. 1935 jako 2. sv. Spisů Johna Galsworthyho, ed. Úroda; 5. vyd. 1936 jako 2. sv. Spisů Johna Galsworthyho; 6. vyd. 1948 jako 2. sv. Spisů Johna Galsworthyho, ed. Kmen.
  - William Henry Hudson: Purpurová země (Purple land); Praha: Rudolf Škeřík, 1930. Edice Symposion, sv. 42; 2. vyd. 1941 tamtéž; 3. vyd. (uvedeno jako 2. vyd.) Praha: Vyšehrad, 1971.
  - Josephine Johnsonová: Teď v listopadu (Now in November) 2. vyd. Praha: Novina, 1940. Luk, sv. 8.
  - Bruce Marshall: Plná slávy (All Glorious Within); 1. vyd. Praha: Katolický literární klub, 1948, pod jménem Hana Šnajdrová; 2. vyd. Praha: Vyšehrad, 1948, také pod jm. Hana Šnajdrová. Ve vydáních v letech 1969 (Praha: Vyšehrad), 1993 (Praha: Zvon), 2003 (Kostelní Vydří: Karmelitánské nakl.) a 2017 (Praha: Karmelitánské nakl.) uvedeno Čepovo jméno.[4])
  - Bernard Shaw: Pygmalion (Pygmalion); překlad Karlem Muškem. 2. vyd. Praha: B. M. Klika, 1926. Hry G. B. Shawa, 2. V roce 1946 jako pracovní text stejnojmenné hry v Nár. divadle.
  - Bernard Shaw: Pekelník (Devil’s disciple); překlad s Karlem Muškem. 2. vyd. Praha: Zátiší, Knihy srdce i ducha, 1926. Hry G. B. Shawa, sv. 23.
  - Robert Louis Stevenson: Černý šíp: příběh z válek dvou růží (The Black Arrow); Praha: Rodinná knihovna, Henning Franzen, 1929. Četba domova. Nezměněné vyd.: Praha: Mars, 1934.
  - Robert Louis Stevenson: Černý šíp (The Black Arrow); Praha: Melantrich, [193-?, 1940]. Melantrichova laciná knihovna klasiků, sv. 21. [Dále též Praha: Melantrich, 1931. Melantrichova knižnice, sv. XLVII. (117–118); Praha: B. Stýblo, 1947. Stýblova knihovna vybrané četby, sv. 49.]
  - Robert Louis Stevenson: Essaye; Stará Říše na Moravě: Marta Floriánová, 1938. Dobré dílo, sv. 128. 2. vyd. Brno: Vetus Via, 1999. Edice dobré četby, sv. 9. ISBN 80-86118-49-5. [Soubor čtyř esejů.]
  - Robert Louis Stevenson: Podivný případ dr. Jekylla a pana Hyda (The Strange Case of Dr. Jekyll and Mr. Hyde); Praha: Pourova edice, 1940. Příběhy, sv. 1.
  - Robert Louis Stevenson: Poklad na ostrově (Treasure Island); Praha: Melantrich, 1930. Melantrichova knižnice, sv. 27. V témže roce Melantrich vydal brožované vydání ve dvou svazcích. Melantrichova knižnice sv. 72–73.
- Překlad z estonštiny
  - August Gailit: Ostrov lovců tuleňů: román (v orig. Karge meri); pod jménem Jiří Drs; Praha: Rudolf Škeřík a spol., 1941. Symposion, sv. 133.

- Překlady z francouzštiny
  - Honoré de Balzac: Eugenie Grandetová; Venkovský lékař; překlad Vilém Szpyk („Eugenie Grandetová“) a J. Čep („Venkovský lékař“); Praha: Melantrich, 1929. Melantrichova knižnice, sv. 11. (Ilustr. František Tichý.)
  - Georges Bernanos: Deník venkovského faráře: román (v orig. Journal dun curé de campagne); Praha: Melantrich, 1937. Epika: knihovna světových románů, sv. 10; 2. vyd. pod názvem Deník venkovského faráře Praha: Vyšehrad, 1969; 3. vyd. Purley: Rozmluvy, 1988. 226 s. ISBN 0-946352-55-0. 2. a 3. vyd. přeložil spolu s bratrem Václavem Čepem.
  - Georges Bernanos: Odpadlík. Díl první, Přetvářka; Praha: Aventinum, 1931. Kmen. Knihy dnešku, sv. 23. Odpadlík. Díl druhý, Radost, tamtéž, 1931. Kmen. Knihy dnešku, sv. 24. Odpadlík. Díl první, Přetvářka. Díl druhý, Radost; Praha: O. Štorch-Marien, 1931. Knihy dnešku, sv. 23, 24.
  - Georges Bernanos: Zločin; Praha: Rudolf Škeřík a spol., 1937. Symposion, sv. 95.
  - Paul Claudel: Images saintes de Bohême: Svaté obrázky české; Řím: Křesťanská akademie, 1958. Vigilie, sv. 9.
  - Gustave Flaubert: Paměti bláznovy; Smarh; Listopad; Praha: Dr. Ot. Štorch-Marien, 1930. Aventinská knihovna klasiků. Aventinum, sv. 270. Spisy Gustava Flauberta, 11. Přeložili Arnošt Procházka, Jan Čep („Smarh“) a Arnošt Bareš.
  - Camile Mayranová: Zima = L'hiver; Praha: Melantrich, 1939. Epika, sv. 15.
  - Henri Pourrat: Kašpar z hor (Vaillances farces et gentillesses de Gaspard des Montagnes); Praha: Melantrich, 1932. 2 svazky. Úroda, sv. 33, 34. Svazek I přel. J. Čep, sv. II přel. J. Čep spolu s bratrem Václavem Čepem. 2. vyd.: Praha: Melantrich, 1935. Úroda – sbírka krásné prózy, sv. 33, 34. Třetí vydání (uváděné jako druhé): Praha: Vyšehrad, 1969.
  - Charles-Ferdinand Ramuz: Adam a Eva: román (Adam et Ève); Praha: Jan Laichter, 1939. Laichterova sbírka krásného písemnictví, XLV.
- Překlady z italštiny
  - Agostino Gemelli: Františkánské poselství světu (v orig. Il francescanesimo); Praha: Ladislav Kuncíř, 1948. Kuncířovy knihy, sv. 379; Vinice Páně, sv. 36. Přeložil spolu s Marko Weirichem (uváděn též jako Marco nebo Marek Weirich).
  - Alberto Moravia: Římanka (La Romana); Praha: Odeon, 1966. Klub čtenářů, sv. 230; tamtéž 1976. Galérie klasiků; Praha: Levné knihy KMa, 2003. Edice světových autorů. ISBN 80-7309-088-0; Praha: Academia, 2009. ISBN 978-80-200-1727-7.
- Překlady z němčiny

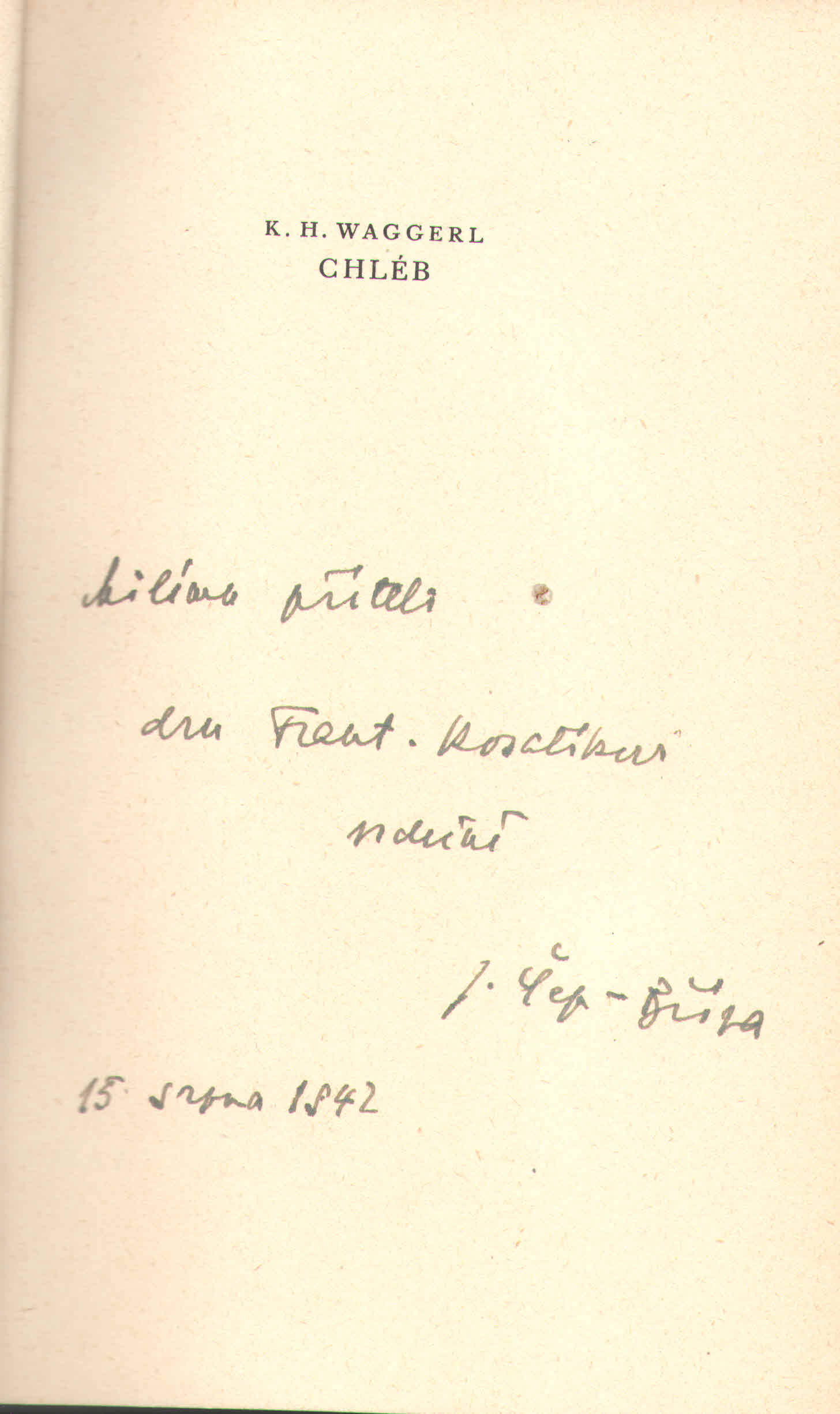
Čepova dedikace s uvedeným pseudonymem

- - Paula Groggerová: Brána na Grimmingu: román. Kniha první (v orig. Das Grimmingtor); Praha: Jos. R. Vilímek, 1941. Světová žeň, sv. 14.
  - Paula Groggerová: Brána na Grimmingu: román. Kniha II; překlad s Karlem Dvořákem; Praha: Jos. R. Vilímek, ©1941. Světová žeň, sv. 15.
  - Eduard Mörike: Mozartova cesta do Prahy (Mozart auf der Reise nach Prag); Praha: Melantrich, 1932. Melantrichova knižnice, sv. 53. Povídku „Mozartova cesta do Prahy“ přeložil Jan Čep, další dvě povídky Jan Zahradníček.
  - Rudolf Schmied: Carlos a Nicolás: dětská dobrodružství v Argentině; Praha: Melantrich, 1930.
  - Karl Heinrich Waggerl: Chléb: román (Brot); Praha: ELK 1942. Pod jménem Josef Bříza.
- Překlady ze španělštiny
  - Ciro Alegría: Zlatý had: román (v orig. La serpiente de oro); Praha: Rudolf Škeřík, 1942. Symposion, sv. 142
  - Rómulo Gallegos: Doňa Barbara: román (Doña Bárbara); Praha: Melantrich, 1936. Epika, knihovna světových románů, sv. 2. Pod názvem Doňa Barbara: Praha: Odeon, 1971. Světová knihovna.

V roce 1959 přeložil román Egona Hostovského Dobročinný večírek do francouzštiny (La charité mene le bal).
Čepův bratr Václav Čep (* 10. 10. 1908 Myslechovice, † 26. 9. 1986 Praha) překládal z italštiny, francouzštiny a španělštiny. Zaměřoval se na prózu 19. a 20. století, na romány a na převody z moderních italských dějin.

### Zajímavosti
- I když je jako datum jeho narození uváděn 31. prosinec 1902, ve skutečnosti se narodil až po půlnoci, tedy 1. ledna 1903. Jeho synovec Jiří Skládal ve své knize Kde se vzal Jan Čep uvádí, že o mylný záznam v křestním listu se postaral Čepův otec: usoudil, že být jakoby o rok starší bude pro syna v životě lepší.[6]
- Václav Černý uvádí ve svých pamětech: … Čep toužil hlavně po rodné hroudě a teplém vzduchu nad ní, chyběla mu sladká družnost přátelská, nyl po domově. Tu bylo možno pronášet slova útěchy bez uzardění za jejich lživost, situace byla u nás roku 1966 natolik politicky pokročilá, že bylo do několika roků možné předpovídat uvolnění interdiktu nad Čepem vysloveného, a v Praze už byli lidé, kteří by pečovali o čin. Co nebylo možné v Čepově nemocném srdci ničím přikrýt, byla vzpomínka: před čáskem byla v Paříži v Hoffmeisterově režii delegace československé obce spisovatelské, na jejím čele Hrubín, byl jsem rád, že jsem svou pomocí verlainovsko-mallarméovskou expříteli, který francouzsky ústa otevřít nedovedl, k té cestě a cti přidopomohl; na zprávu o příjezdu delegace Čep poslal Hrubínovi do hotelu dopis, dopis příteli z nejstarších, byl by ho rád uvítal u sebe, ve své domácnosti. A Hrubín, básník režimu, ten dopis před očima svědků – potřeboval jich do Prahy – roztrhal a spláchl v abortu [záchodu], ať všichni vidí, že nemá, nechce mít nic společného se zrádcem.[7]